# Cowan (België)
Cowan is een dorp in de Belgische provincie Luxemburg. Het ligt in Tavigny, een deelgemeente van Houffalize. Cowan ligt twee kilometer ten westen van het centrum van Tavigny. Het is vergroeid met het dorp Vissoûle.

## Geschiedenis
Op de Ferrariskaart uit de jaren 1770 is de plaats weergegeven als het dorpje Cowan ou Couant, met onmiddellijk ten oosten het gehucht Vissoulle, slechts gescheiden door een waterloop.
Op het eind van het ancien régime werd Cowan een gemeente met gehuchten Vissoûle en Alhoumont. Het gehucht Vissoûle was parochiaal verbonden aan Cowan en werd rond 1808 de zetel van de parochie Vissoûle-Cowan. In 1823 werden bij gemeentelijke herindelingen in Luxemburg veel kleine gemeenten samengevoegd en Cowan werd bij de gemeente Tavigny gevoegd.
Rond 1894-1895 werd de oude kerk van Cowan gesloopt. Het kerkhof bleef bewaard.
Deelgemeenten: Houffalize · Mabompré · Mont · Nadrin · Tailles · Tavigny · Wibrin

Overige kernen: Achouffe · Alboumont · Bœur · Bonnerue · Buret · Cetturu · Chabrehez · Cowan · Dinez · Engreux · Filly · Fontenaille · Mormont · Ollomont · Pisserotte · Sommerain · Taverneux · Vellereux · Vissoûle · Wandebourcy · Wilogne

Belgische gemeenten · Arrondissement Bastenaken · Luxemburg · Wallonië